# Степне (Полтавський район)
Степне —  селище в Україні, в Полтавському районі Полтавської області. Орган місцевого самоврядування — Степненська сільська рада. Населення становить 1934 осіб.

## Географія
Селище складається з 3-х частин рознесених на відстані 1 та 2,5 км. Розташоване за 20 кілометрів на схід від Полтави (автошляхами до центра міста близько 25 км). За 3 км на північ — автошлях Київ—Полтава—Харків (автотраса E40М03). Висота над рівнем моря — 116 м.

## Історія
Вперше Степне згадується, як хутір Полтавського повіту на початку ХХ століття: до 1903 року тут виникло кілька хутірських поселень вільних козаків, які в період Столипінської реформи одержали невеликі наділи землі.
Саме ж селище починалося як наукове господарство. У 1920 році у Степному на площі 220 гектарів було створене насінницьке господарство Полтавської сільськогосподарської дослідної станції. У 1926 році в Степному, яке входило до складу Парасковіївської сільради Руновщанського району Полтавської округи, налічувалося 96 господарств, 468 жителів.
У 1929 році, під час примусової колективізації, було створено товариство спільного обробітку землі «Перебудова», яке об'єднувало 18 господарств, а 1930-го — радгосп імені Червоної армії, який був частиною Харківського м'ясомолочного тресту. Радгосп мав дві свиноферми, молочнотоварну ферму, птахоферму. Працював цегельний завод, механічна майстерня. Діяла семирічна школа.
Голодомор в Україні (1932—1933) практично не зачепив це державне підприємство з виробництва свинини. Відомо, що люди мали що їсти, тому що ферми були забезпечені кормами, а люди їли те, що готували для тварин. Крім того була спільна їдальня, де раз у день обов'язково давали гарячі страви для працюючих.
У роки німецької окупації (18.09.1941—23.09.1943) зі Степного і сіл підпорядкованих Парасковіївській сільській раді вивезено на примусові роботи до Німеччини 180 людей, розстріляно 22 чоловіки. Побіля Степного гітлерівці створили концентраційний табір для військовополонених[джерело?]. Донедавна на місці табору військовополонених розміщувалися склади добрив та речовин для хімічного захисту рослин місцевого сільськогосподарського господарства.
Черговий і найпотужніший підйом Степного 1960-ті роки, коли Постановою ЦК КПРС і Ради Міністрів СРСР від 14.02.1956 року радгосп імені Червоної Армії був переданий Полтавській державній сільськогосподарській дослідній станції (нині це Полтавський інститут агропромислового виробництва імені М. І. Вавилова Української академії аграрних наук), як базове господарство для проведення дослідів, вирощування сортового насіння, племінної худоби і свиней.
Тоді ж, у 1956 році, на базі радгоспу імені Червоної Армії було створене Дослідне господарство «Степне». Ця рішення дало великий поштовх для розквіту села. Не знайдеться в Україні, мабуть, села де б проживала така велика кількість академіків і професорів. За час свого існування господарство неодноразово реорганізовувалося, але мета і напрямки діяльності, як-от забезпечення науково-дослідним установам Академії умов для проведення досліджень, випробування і доопрацювання наукових розробок, їх апробації, проведення виробничої перевірки і впровадження у виробництво та іншої господарської діяльності залишилися беззмінними.

## Населення

### Мова
Розподіл населення за рідною мовою за даними перепису 2001 року:
| Мова            | Кількість | Відсоток |
| --------------- | --------- | -------- |
| українська      | 1822      | 94.21%   |
| російська       | 105       | 5.43%    |
| білоруська      | 2         | 0.10%    |
| угорська        | 1         | 0.05%    |
| румунська       | 1         | 0.05%    |
| інші/не вказали | 3         | 0.16%    |
| Усього          | 1934      | 100%     |

## Інфраструктура
Нині в селі діють обласний центр «Облдержродючість», ТОВ «Витязь», Державне підприємство дослідне господарство «Степне».
Як науковий центр сільськогосподарської науки, ДПДГ «Степне» має добре продуманий цикл сільськогосподарського виробництва від обробітку ґрунту до переробки продукції. Тут виробляються свої ковбасні вироби, випікається хліб, а елітне насіння, протягом багатьох років, найвищої якості. Для успішної дослідницької роботи наукових працівників в галузях землеробства, рослинництва та тваринництва у господарстві є три ферми і потужна тракторна бригада. Вирощене поголів'я великої рогатої худоби і свиней на м'ясо переробляється на власному ковбасному цеху. Господарство також є виробником насіння зернових та зернобобових сільськогосподарських культур високих репродукцій, а також багаторічних трав. В господарстві утримується 1100 голів великої рогатої худоби, з них 400 корів, 2000 голів свиней, в тому числі 140 основних свиноматок, пасіка налічує 200 бджолосімей.
У селі є середня школа, дитячий садок, будинок культури, бібліотека, амбулаторія сімейної медицини, аптека, магазини, відділення зв'язку, житлово-комунальний комбінат.

## Історичні і культурні пам'ятки
Свято бережуть мешканці Степного пам'ять про героїв-воїнів. У 1956 році в селі встановлено пам'ятник Невідомому солдату, у 1967-му — пам′ятний знак на братській могилі радянських воїнів, загиблих під час визволення селища у 1943 році та пам′ятник землякам, які полягли на фронтах Другої світової війни. Споруджено стелу з прізвищами загиблих у 1943 році шести членів екіпажу літака 4-го гвардійського авіаполку 9-ї гвардійської авіаційної дивізії. Нещодавно встановлено пам'ятний знак жертвам голодоморів 1932–1933 і 1947 років.

### Районний Музей Рушника
В центрі села в будинку правління дослідного господарства «Степне» роташований Музей Рушника.
Основу колекції музею складає власна колекція рушників Надії Юхимівни Бокач. Колекцію рушників Надія Бокач почала збирати з 2001 року. У цей час вона працювала секретарем у сільській раді, тому і попросила виділити тут невеличку кімнату, в якій і помістила перші 10-15 рушників, предмети побуту та старовинну колиску. З 2006 року в музейній кімнаті почалися невеличкі екскурсії з розповідями про історію рідного села та українського рушника. Колекція поповнювалася — в основному це були особисті роботи Надії Юхимівни, а деякі рушники вона привозила зі своїх подорожей по області.
Нині музей займає дві кімнати в будинку правління господарства «Степне». 1 квітня 2009 року Степненський музей Рушника отримав статус Полтавського районного Музею Рушника. Унікальність музею полягає в тому, що усі експонати, які знаходяться в експозиції, зібрані жителями селища Степне протягом останнього десятиліття. Нині кількість експонатів налічує близько 500 одиниць. З них приблизно 400 рушників з Полтавської, Чернігівської, Харківської, Закарпатської, Вінницької, Сумської областей, решта — предмети побуту, вишивані картини, старовинний сільський одяг. Є в колекції експонати, що датуються XIX століттям. Один з експонатів — рушник Дружби народів. Цього рушника Надія Юхимівна вишила власноруч і зібрала тут приклад технік вишивки різних куточків України.
В сусідній кімнаті — експонати з історії селища і господарства, яка містить багато цінних документів і матеріалів, зібраних місцевими краєзнавцями. В експонатах відображена історія створення дослідного господарства, є галерея фотопортретів керівників, ударників праці. Великий розділ музею присвячений участі степнян в Великій Вітчизняній війні.
Адреса музею: Полтавська область, с. Степне, вул. Жовтнева, 17. Музей працює з 9.00 до 17.00 крім суботи та неділі.